# Les Clérimois
Les Clérimois – miejscowość i gmina we Francji, w regionie Burgundia-Franche-Comté, w departamencie Yonne.
Według danych na rok 1990 gminę zamieszkiwało 231 osób, a gęstość zaludnienia wynosiła 18 osób/km² (wśród 2044 gmin Burgundii Les Clérimois plasuje się na 681. miejscu pod względem liczby ludności, natomiast pod względem powierzchni na miejscu 755.).